# Лукьяненко, Сергей Васильевич
Серге́й Васи́льевич Лукья́ненко (род. 11 апреля 1968, Каратау, Джамбульская область, Казахская ССР, СССР) — советский и российский писатель-фантаст, сценарист, блогер, колумнист. Называет жанр своих произведений «фантастикой жёсткого действия» или «фантастикой Пути».
Первые книги Лукьяненко вышли на рубеже 1980-х — 1990-х годов. Официальный сайт писателя утверждает, что в первых произведениях Сергея Васильевича сильно чувствуется подражание Владиславу Крапивину и Роберту Хайнлайну, однако писатель довольно быстро перешёл к творчеству в собственном оригинальном стиле.
После выхода на экраны фильма «Ночной дозор» (2004) — экранизации одноимённого романа Лукьяненко — писатель стал лидировать среди фантастов.

## Биография
Окончил Алма-Атинский государственный медицинский институт по специальности врач-психиатр.
Литературное творчество начал примерно в 1986 году (часть ранних работ так и не была опубликована). Первый научно-фантастический рассказ «Нарушение» был опубликован в журнале «Заря» (Алма-Ата, 1988). Затем, в том же году, рассказ «За лесом, где подлый враг» издаётся в журнале «Уральский следопыт», благодаря чему впоследствии публикуется в Индии (в детском журнале «Junior Quest», Индия/АПН, № 10), затем в США, а сам автор получает возможность отправиться на семинар писателей-фантастов «Дубулты-89» и фестивали «Аэлита-89» и «Новокон-89». Там он знакомится со своим будущим соавтором Владимиром Васильевым и многими другими писателями-фантастами. В 1989 году в № 10 журнала «Изобретатель и рационализатор» опубликован рассказ «Выбор».
В этом же году он начинает работу над своим первым романом «Рыцари Сорока Островов». Предыдущий роман «Приключения Стора» (в отличие от одноимённого цикла пародий) так и остаётся неопубликованным. Полностью роман закончен к 1990 году. К этому моменту автор является обладателем более десятка публикаций рассказов в журналах и сборниках, а также двух повестей, «Тринадцатый город» и «Пристань жёлтых кораблей», опубликованных в издательствах «Молодая гвардия» и «Уральский следопыт». Эти повести были переизданы только в 2006 году в издательстве «АСТ» в сборнике «Пристань жёлтых кораблей».
В феврале 1990 года знакомится со своей будущей женой; в сентябре того же года они поженились.
В период с 1990 по 1992 год успевает написать три новых романа в цикле «Лорд с планеты Земля»: «Принцесса стоит смерти», «Планета, которой нет» и «Стеклянное море», а также приступает к повести «Мальчик и тьма». В этот же период он пишет такие значимые произведения, как повесть «Атомный сон», рассказы «Л — значит люди», «Дорога на Веллесберг» и «Мой папа — антибиотик». Автор часто посещает конвенты, становится участником семинаров «Ялта-90», «Ялта-91», «Аэлита-92», «Аэлита-93», «Тирасполь-93», «Сибкон-93» и «Интерпресскон-93».
В 1992 году покупает себе пишущую машинку «Brother Deluxe» и в течение недели пишет подряд три рассказа — «Фугу в мундире», «Слуга» и «Поезд в тёплый край». Через год они публикуются в журнале «Фантакрим-МЕГА», а впоследствии первые два получают престижные авторские премии «Интерпресскон» (1995, 1996).
В конце 1992 года в петербургском издательстве «Terra Fantastica» выходит роман «Рыцари Сорока Островов» одновременно с первым авторским сборником, включающим в себя повести «Атомный сон» (авт. 1990) и «Восьмой цвет радуги» (авт. 1989).
В апреле 1993 года он получает свою первую авторскую премию «Старт» за лучший дебютный сборник «Атомный сон». После окончания института в 1992 году в течение одного года по ординатуре работает врачом-психиатром, после чего становится заместителем главного редактора журнала фантастики «Миры» при газете «Казахстанская правда», где, в частности, публикует свои рассказы «Почти весна» и «Фугу в мундире». Также ведёт отдел фантастики журнала «Заря» и состоит в редакции газеты «Мальвина».
Весной 1993 года Юлий Буркин приезжает в Алма-Ату и устраивается работать в газету «Казахстанская правда». Встретившись с Сергеем, он предлагает ему написать в соавторстве повесть. Сергей соглашается, и уже через месяц готовая повесть получает название «Сегодня, мама!». Это помогает Сергею выйти из писательского кризиса и закончить повесть «Мальчик и тьма», поэтому он предлагает написать в соавторстве ещё одну повесть. Юлий соглашается, и повесть «Остров Русь» также оказывается готова чуть менее чем за месяц. Однако к этому времени Юлий вынужден уехать в Томск, поэтому над третьей повестью, «Царь, царевич, король, королевич», авторы работают по отдельности. Тем не менее, к 1994 году трилогия оказывается закончена, часть романа публикуется в газете «Вечерний Новосибирск» и получает поощрительную премию на фестивале «Белое Пятно-94».
В 1994 году выходит второй авторский сборник, включающий в себя весь цикл «Лорд с планеты Земля» и ряд рассказов. В конце 1994 года автор приобретает компьютер и, после непродолжительного писательского кризиса, связанного с увлечением компьютерными играми, пишет роман, взяв за основу названия рас и планет игры «Master of Orion». Первая часть дилогии «Линия грёз» оказывается закончена к апрелю, а вторая — «Императоры иллюзий» — к сентябрю 1995 года.
К тому моменту он успевает побывать на бесчисленном количестве конвентов, таких как «Интерпресскон-94», «Интерпресскон-95», «Белое Пятно-94», «Фанкон-95» и «Сибкон-95». В марте 1995 года на фестивале фантастики в Красноярске он получает жанровую премию «Странника» «Меч Руматы» за роман «Рыцари Сорока Островов», а в мае — премию «Интерпресскон-95» за рассказ «Фугу в мундире». С июня 1995 года автор получает возможность общаться в компьютерной сети Фидонет, где и публикует, в частности, ряд произведений, которые впоследствии издаются в сборниках, — «Восточная баллада о доблестном менте» и «Дюралевое небо».
Сразу же после окончания работы над дилогией, в октябре 1995 года, писатель начинает работу над романом «Осенние визиты». Одновременно с этим он пишет повесть «Неделя неудач» для будущего сборника по мотивам произведений Стругацких.
К марту 1996 года, закончив работу над романом в соответствии с договором издательства «Локид», он начинает писать два новых романа, сначала «Звёзды — холодные игрушки», а затем и «Лабиринт отражений». К этому времени, несмотря на задержку, выходят романы «Линия грёз» и «Императоры иллюзий», трилогия «Лорд с планеты земля», а также сборник ранней фантастики «Отложенное возмездие». После этого выходит сборник «Время учеников», в который вошла под названием «Временная суета» повесть «Неделя неудач».

### Москвич
К осени 1996 года автор заканчивает работу над «Лабиринтом отражений» и навсегда покидает Алма-Ату, переезжая на постоянное место жительства в Москву. Основными аргументами становятся близость к издательствам и слишком большие денежные затраты на многочисленные поездки в Россию. К концу 1996 года он заканчивает работу над романом «Звёзды — холодные игрушки» и сразу после переезда в Москву совместно с Ником Перумовым начинает работу над задуманным ещё во время общения в Фидонет романом под начальным названием «Мгновенья дня, мгновенья ночи».

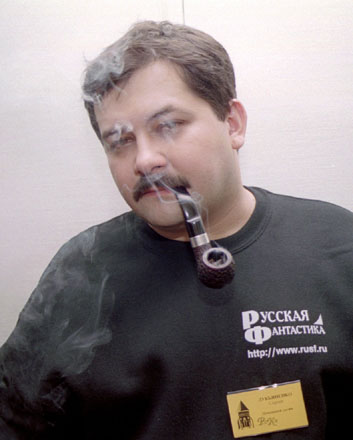
Лукьяненко в 2001 году

В 1997 году он заключает контракт с издательствами АСТ и Terra Fantastica на публикацию двух своих новых книг в книжной серии «Звёздный Лабиринт». В июне в этой серии выходит «Лабиринт отражений», а в июле — «Звёзды — холодные игрушки». Тем временем в издательстве «Эксмо» выходит совместный роман соавторов, получивший название «Не время для драконов». В августе 1997 года он начинает работу над новым романом «Холодные берега», полностью закончив его к ноябрю этого же года.
В 1998 году вышел роман «Ночной Дозор», положивший начало новой серии («Дневной Дозор», «Сумеречный Дозор», «Последний Дозор», «Новый Дозор» и пр.) и получивший большую популярность в связи с экранизацией в 2004 году. В 2005 году вышел фильм «Дневной Дозор», который, несмотря на название, в основном основан на второй и третьей частях романа «Ночной Дозор» и только частично на романе «Дневной Дозор». В обоих фильмах Лукьяненко выступил в качестве автора сценария.
В конце мая 2003 года Лукьяненко потребовал у владельцев интернет-библиотек удалить тексты его книг, до этого находившиеся в свободном доступе в интернете. В октябре 2005 года провёл эксперимент по официальной продаже своей новой книги «Черновик» через сайты бесплатных интернет-библиотек, исследуя возможности легального платного распространения книг таким образом.
В ноябре 2008 года писатель принял участие в телеигре «Что? Где? Когда?» в составе команды Валдиса Пельша и верно ответил на вопрос о фильме «Назад в будущее», благодаря чему его команда одержала победу.
Считает своё творчество отчасти постмодернистским.
В январе 2010 года журнал «Эксперт» составил рейтинг десяти лучших российских писателей, в котором Лукьяненко разделил с Александром Кабаковым и Борисом Акуниным 5—7-е места. Журнал выставил писателям оценки по семи параметрам: «Премии», «Признание экспертов», «Тиражи», «Наличие фанатов», «Публичность», «Наличие экранизаций», «Репутация», и в сумме Лукьяненко, так же, как Кабаков и Акунин, набрал 26 баллов, причём за премии Лукьяненко получил один балл (журнал ошибочно посчитал, что в его активе нет ни одной премии), в итоге отставая на 5 баллов от победителя — Виктора Пелевина — и на 3 балла от занявшей второе место Людмилы Улицкой.

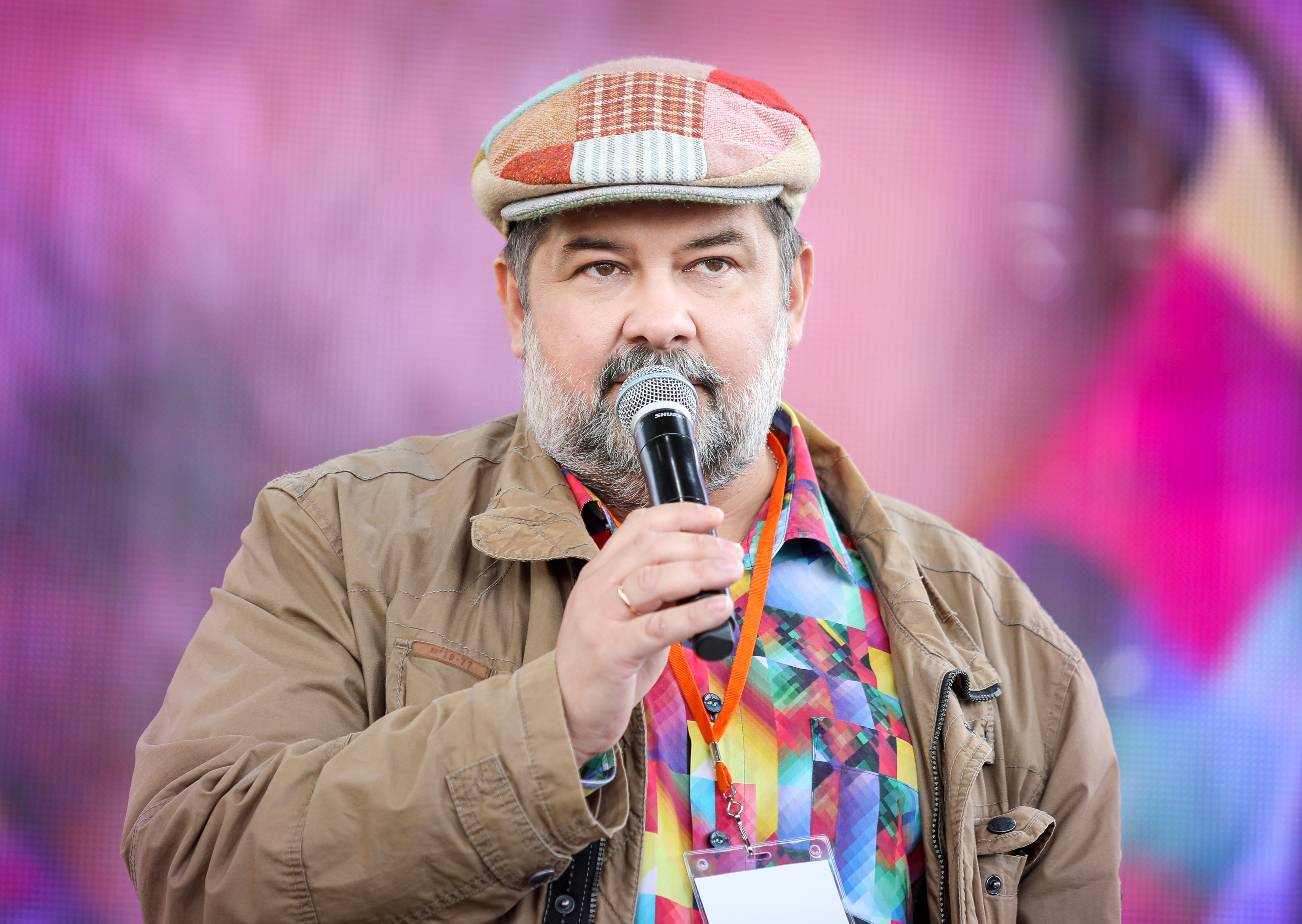
Лукьяненко в 2017 году

С января 2010 года ведёт авторскую колонку в интернет-газете «Взгляд».
С декабря 2010 года работал над очередным романом из «дозоровского» цикла — «Новый Дозор», который был опубликован в 2012 году.
В 2011 году вместе с соавтором Владимиром Васильевым принимает участие в телепроекте «Город чудес, или Новогодний дозор», вольной новогодней интерпретации «Дозоров» на Украинском телевидении.
В настоящее время с семьёй постоянно проживает в Москве.

## Особенности творчества
В произведениях Сергея Лукьяненко преобладает тема детства, связанная с особой лирической интонацией, которая основана на воспоминаниях, мечтах о дальних странах и морях. Характерны сентиментальность, эмоциональность и вместе с тем строго выверенный, тщательно продуманный сюжет, насыщенный разнообразными деталями и подробностями. Как отмечает сам писатель, он стремится создать разнообразные миры, активно осваиваемые его героями. В творчестве Лукьяненко часто встречаются первооткрыватели и даже завоеватели, играющие без правил.
Как утверждает критик Дмитрий Володихин, в книгах Лукьяненко часто присутствует «крепкая смесь из психоаналитических практик и этических императивов», и удачно подобранное их сочетание во многом способствовало быстрой литературной карьере писателя.

## Отзывы о творчестве
Николай Пегасов в журнале «Мир фантастики» в рецензии на роман «Чистовик» писал:

В «Чистовике», помимо действия, есть все, за что мы любим прозу Лукьяненко. <…> Наблюдательный писатель то и дело рассуждает о жизни: о трудностях и радостях, о причинах и следствиях, о важных мелочах и пустых проблемах. И выходит, читаем мы не о таможеннике Кирилле и о его приключениях, а о себе самих, о наших буднях и праздниках, друзьях и сотрудниках, о любимых книжках, еде и домашних животных. В этом — весь Лукьяненко, в этом — 90% его мастерства и популярности.

## Награды и премии
Лауреат премий:
- «Аэлита» (1999) — самый молодой автор, удостоенный премии за вклад в развитие отечественной фантастики[17].
- «Звёздный мост» (1999—2004, 2009)
- «Бронзовая Улитка» и «Интерпресскон» в номинации «крупная форма» за роман «Спектр» (М.: АСТ, 2002)[18]
- «EuroCon» (2003) — был назван лучшим фантастом Европы[3]
- Платиновый Тарлан (2005)
- «Corine» (2007)
- премии имени Александра Грина (2010)[19].

Многократный лауреат премии «Странник» в различных номинациях.

## Семья
Происходит из семьи врачей.
- Отец, Василий Тимофеевич — психиатр, возглавлял в Таразе психдиспансер, работал заместителем заведующего Джамбулским облздравотделом[20].
- Мать Елизавета Рахимовна, нарколог, работала фельдшером[21].
- Старший брат Олег — кардиолог, затем психотерапевт.

Родители и брат проживают в Москве с 2007 года.
Супруга, София Анатольевна Лукьяненко (в девичестве Косиченко), родилась в Алма-Ате в 1969 году, окончила психологический факультет Казахского государственного университета по специальности «детский психолог, преподаватель психологии», работала по специальности больше 10 лет, до декабря 2003 года. Преподавала психологию в Казахском университете, затем в Российском государственном гуманитарном университете на факультете психологии имени Выготского. Защитила кандидатскую диссертацию.
У Сергея и Софии трое детей:
- Артемий (род. 24.02.2004)[23].
- Даниил (род. 23.11.2007)[24].
- Надежда (род. 29.11.2012)[25].

## Политические взгляды
Вёл блог LiveJournal сначала под никнеймом dr_livsy, а с июля 2008 года под никнеймом dr_piliulkin. 29 сентября 2006 он написал, что считает необходимым «Вбомбить Грузию в каменный век. Бомбить, пока граждане сами не выдадут России Сукушвили» (орфография сохранена).
В 2014 году поддержал аннексию украинского Крыма Россией. Весной 2014 года в беседе с корреспондентом газеты «Аргументы и факты» Сергей Лукьяненко, рассуждая по поводу политической ситуации в России и вокруг неё, заявил: «Надо строить свою страну, свой мир, а не дёргаться в стороны, теряя идентичность и самоуважение. Ведь русский мир — особый, не „Запад“ и не „Восток“, а симбиоз лучшего и полезного. Делающий упор на безопасность и справедливость. Сила в правде — это всегда было основой русского мировоззрения». Лукьяненко известен своими украинофобскими убеждениями, отрицает право на существование Украины как государства, утверждая, что «Киев и вся Украина — это часть единой великой России».
В 2022 году поддержал вторжение России на Украину, подписал обращение писателей России в поддержку вторжения, поддерживал массированные удары по украинским электростанциям. В октябре 2022 года участвовал в скандальном эфире на RT, где рассказал, что ещё в советский период, будучи на Западной Украине в гостях, «слышал от местных детей русофобские высказывания», в частности то, что, якобы, «Украина оккупирована „москалями“». На это интервьюер Антон Красовский предложил топить или сжигать таких детей. Сергей Лукьяненко ответил, что «это экстремизм и он этого не поддерживает», и «на Руси традиционно для воспитания детей использовали розги».
19 октября 2022 года, из-за поддержки вторжения России на Украину, внесён в санкционный список Украины лиц, «которые публично призывают к агрессивной войне, оправдывают и признают законной вооруженную агрессию РФ против Украины, временную оккупацию территории Украины».

## Хобби
Лукьяненко держит домашних животных (йоркширского терьера Бусю и её потомство); на кончину собаки он написал рассказ «Последняя ночь колдуна». Коллекционирует фигурки мышей.

## Экранизации
Реализованные
| Год  | Страна | Название                 | Режиссёр           | Примечание                                                                                                 |
| ---- | ------ | ------------------------ | ------------------ | --- |
| 2004 | Россия | «Ночной Дозор»           | Тимур Бекмамбетов  | Экранизация романа «Ночной Дозор»                                                                          |
| 2005 | Россия | «Дневной Дозор»          | Тимур Бекмамбетов  | Продолжение фильма «Ночной дозор»                                                                          |
| 2006 | Россия | «Азирис Нуна»            | Олег Компасов      | Экранизация романа Юлия Буркина и Сергея Лукьяненко «Сегодня, мама!» — первой части трилогии «Остров Русь» |
| 2018 | Россия | «Черновик»               | Сергей Мокрицкий   | Экранизация романа «Черновик»                                                                              |
| 2020 | Россия | «Осенние визиты»         | Георгий Саенко     | Экранизация романа «Осенние визиты» в формате мини-сериала                                                 |
| 2023 | Россия | «Смешарики снимают кино» | Денис Чернов       | Экранизация сценария «Звёздная принцесса»                                                                  |
| 2024 | Россия | «Смешарики снимают кино» | Джангир Сулейманов | Экранизация сценария «Большое приключение Бараша»                                                          |

Планируемые и/или отменённые проекты
| Год  | Страна | Название                                    | Режиссёр                        | Примечание |
| ---- | ------ | ------------------------------------------- | ------------------------------- | --- |
| 1997 | Россия | «Глубина» (рабочее название)                | Михаил Хлебородов (планируется) | Экранизация романа «Лабиринт отражений» (права куплены, но съёмки так и не начались) |
| 1992 | Россия | «Рыцари сорока островов» (рабочее название) |                                 | Экранизация романа «Рыцари сорока островов». Сценаристы — Марина и Сергей Дяченко (съёмки не начались) |
| 1993 | Россия | «Кредо» (рабочее название)                  |                                 | В интервью газете «Взгляд» от 6 апреля 2010 года Лукьяненко заявил, что вместе с Мариной и Сергеем Дяченко работает над сценарием многосерийного фильма по повести «Кредо», добавив, что сам пригласил их поучаствовать в проекте. |
| 2004 | Россия | «Сумеречный дозор» (рабочее название)       |                                 | Третья книга серии «Дозоры» |
| 1997 | Россия | «Мальчик и тьма» (рабочее название)         |                                 | Анимационная экранизация романа «Мальчик и тьма». В сентябре 2011 Лукьяненко написал о проекте «пациент скорее мёртв, чем жив». |

## Лукьяненко в соцсетях
С 16 июля 2003 года Лукьяненко вёл жж-блог doctor_livsy, ставший одним из самых популярных русскоязычных блогов. По словам автора, он взял псевдоним «Доктор Ливси» потому, что очень любит этого персонажа, а также потому, что сам является доктором по профессии.
Однако 11 июля 2008 он опубликовал эмоциональный пост, озаглавленный «Про чудесную страну Америку», содержавший призывы к введению запрета на вывоз российских детей за границу с целью усыновления. Пост вызвал резкую критику многих посетителей ЖЖ. В тот же день Лукьяненко объявил о закрытии журнала doctor_livsy, после чего создал журнал dr_piliulkin.
В августе 2011 года, в связи с частыми перебоями в работе Живого Журнала, Лукьяненко завёл стэндалон blog.lukianenko.ru и вёл его до ноября 2011 года. Заметки из него транслировались в журнал dr_piliulkin. Писатель снова вёл дневник в ЖЖ под именем dr_piliulkin по 4.04.2017.
4 апреля 2017 года Лукьяненко удалил блоги doctor_livsy и dr_piliulkin в знак несогласия с изменениями в пользовательском соглашении.

## Настольные игры
- «Ночной дозор. Своя судьба» — настольная карточная игра по мотивам первой части книги «Ночной дозор». Автор игры: Алексей Калинин.
- «Диптаун» — настольная карточная игра по мотивам цикла «Лабиринт отражений». Автор игры: Алексей Калинин.
- «Дневной Дозор: Битвы Иных» — настольная карточная игра по книге «Дневной дозор». Автор игры: Алексей Калинин.

## Компьютерные игры
- Ночной дозор
- Дневной дозор
- Не время для драконов
- Сегодня, мама!
- Остров Русь
- Дозоры. Запрещённая игра
- Звёзды: Холодные игрушки
- Черновик (проект закрыт с февраля 2012 года, серверы остановлены 7 февраля)

## Вымышленные миры и существа
- Вселенная «Генома»
- Вселенная «Дозоров»
- Глубина
- Роддеры
- Вселенная сеятелей
- Вселенная «Черновика»
- Мир наследного согерцога Трикса Солье (персонажа дилогии «Недотёпа» и «Непоседа»), похожий на Средневековье, однако с магией и потусторонними силами
- Вселенная «Пограничья» с сердцем в Центруме, романы «Застава», «Реверс» и «Самоволка»
- Вселенная «Соглашения», романы «Порог», «Предел» и «Прыжок»
- Мир «Магов без времени»